# Ong-Bak 2 - La nascita del dragone
Ong-Bak 2 - La nascita del dragone è un film del 2008 co-diretto e interpretato da Tony Jaa.

## Trama
(C̄hạn ca h̄ı̂ xokās̄ khuṇ... H̄nụ̀ng deīyw kạb thī̀ khuṇ h̄ı̂ c̄hạn!)»
(Tien dopo aver sconfitto i mercanti di schiavi)
Il XV secolo fu un'epoca di splendore feudale per la Thailandia, che all'epoca era chiamata Siam. Durante il regno di Boromaracha II del Regno di Ayutthaya, il sovrano cercò di impossessarsi del Regno di Sukhothai che era in fase di declino; estese il suo potere sino alle alture verso est e, dopo un assedio di 7 mesi, il Re di Ayutthaya conquistò la città divina Sukhothai.
Un anno e tre mesi dopo, Lord Sihadecho e sua moglie rimangono uccisi durante un assalto del Lord Rajasena e del capo dei ninja siamesi. Il loro piccolo figlio Tien, chiamato piccolo maestro dagli abitanti del suo villaggio, riesce a salvarsi grazie a un fedele che però perde anche lui la vita, mentre Tien viene in seguito catturato da alcuni mercanti di schiavi.
Appena uscito dalla gabbia che lo teneva prigioniero, Tien cerca di ribellarsi ma, non avendo abbastanza forze, il capo dei mercanti lo getta in una pozza di acqua e fango, dove sarà costretto a combattere contro un coccodrillo, un'usanza che pare si ripeta spesso con altri prigionieri e che faccia divertire gli altri abitanti. Chernang, capo dei banditi della Scogliera dell'Ala di Garuda, interviene dando però al ragazzino un pugnale, con il quale l'altro uccide il coccodrillo. Sotto la guida dell'abile guerriero Chernang, il bambino crescerà imparando tutti gli stili di arti marziali, tra cui il Kung fu, il Ninjutsu, l'arte delle armi e la Muay thai.
Diventato un vero guerriero, Tien parte per vendicare i propri genitori. Inizialmente, incontra un individuo che somiglia molto a colui che aveva tagliato la gola a suo padre, ma lo uccide facilmente. Raggiunge poi con il suo gruppo il mercante di schiavi e il suo esercito, e fa di tutti loro giustizia sommaria sfamando il capo ai coccodrilli. Infine, egli si traveste da danzatrice e si infiltra nel palazzo di Rajasena per assassinarlo.
Dopo varie battaglie, Tien uccide quasi tutte le guardie intente a sorvegliare una costruzione fatta interamente di legno. Quando viene fatto cadere da un individuo sconosciuto, un elefante accorre in suo aiuto; salito, viene attaccato da Bhuti Sangkha, una misteriosa figura tatuata che imita i versi di un corvo, e lo sconfigge in combattimento, quindi si serve dell'elefante per stendere i suoi avversari uno per uno, ma alla fine viene atterrato da un guerriero che si ferma quando un nobile scocca la freccia vicino Tien.
Il nobile si rivela essere Lord Rajasena, sopravvissuto al suo assassinio grazie a un'armatura che nascondeva nei suoi vestiti. Inoltre, Tien scopre che Chernang lo ha sempre imbrogliato su chi in realtà sia, e che era lui ad aver ucciso la sua famiglia anni fa. Pur riluttante, Tien sfida Chernang a duello, e l'altro, che l'aveva riconosciuto come il proprio figlio adottivo, lo aiuta a uccidersi tagliandogli la gola come lui fece con suo padre. Divertito dall'esito dello scontro, Rajasena fa circondare Tien dai suoi soldati e ordina che egli sia imprigionato e torturato. Il film finisce con il ragazzo, divenuto uomo, con una lunga barba, davanti a una statua graffiata di Buddha.

## Produzione
Dopo Ong-Bak, Panna Rittikrai e Tony Jaa hanno cominciato la produzione di un prequel ambientato 400 anni prima.
Nei suoi film vengono mostrate le tecniche arcaiche del Muay Thai, della Capoeira, del Wushu e del Krabi Krabong.

## Distribuzione
Nel marzo 2006, la The Weinstein Company acquisì i diritti di distribuzione cinematografica con l'intento di occuparsi della release cinematografica in tutto il mondo.
Un anno più tardi, il presidente della società, Harvey Weinstein, si accordò con la Sahamongkol Film International per ritrattare il contratto, facendo sì che l'imponente studio si occupasse solo dell'edizione nord americana, lasciando alla Sahamongkol la proiezione in Thailandia.
Alla 60ª edizione del Festival di Cannes, la casa cinematografica tedesca Splendid Films ha comprato la quota di diritti necessari alla distribuzione in territorio tedesco.

## Riconoscimenti
- 2009 - Thailand National Film Association Awards
  - Miglior attore non protagonista a Sorapong Chatree
  - Nomination per il miglior attore a Tony Jaa
  - Nomination Miglior attore non protagonista a Natdanai Kongthong
  - Nomination per la miglior direzione artistica a Bunbhot Ngamkhum
  - Nomination Miglior truccatore a Phusanisa Kitikriengkrai
  - Nomination per il miglior montaggio sonoro a Sunij Asavinikul
  - Nomination Miglior montaggio  a Saravuth Nakajad, Nontakorn Taweesuk